# Мартино, Жан-Франсуа ди
Жан-Франсуа ди Мартино (фр. Jean-François Di Martino, р.2 марта 1967) — французский фехтовальщик-шпажист, чемпион мира, призёр чемпионатов Европы и Олимпийских игр, 2-кратный чемпион Франции.

## Биография
Родился в 1967 году в Анген-ле-Бене. В 1992 году принял участие в Олимпийских играх в Барселоне, но там французские шпажисты стали лишь 4-ми. В 1993 и 1996 годах становился бронзовым призёром чемпионата Европы. В 1999 году стал обладателем золотой медали чемпионата мира и серебряной медали чемпионата Европы. В 2000 году стал обладателем серебряной медали Олимпийских игр в Сиднее в командном первенстве, а в личном зачёте стал 21-м.